# Arvicolinae
Arvicolinae é uma subfamília representado pelos campanhois (ou arvicolinos), lemingues e ratos-almiscaradeiros (almiscarados), que compreende 26 gêneros e 123 espécies.

## Classificação
A subfamília Arvicolinae compreende 24 gêneros distribuídos em 10 tribos, segundo Musser e Carleton (2005). O número de gêneros e o arranjo em tribos varia conforme o autor, Simpson (1945) reconheceu 21 gêneros em 3 tribos; e McKenna e Bell (1997) 24 gêneros em 8 tribos. Os números acima equivalem apenas aos gêneros viventes.
- Subfamília Arvicolinae Gray, 1821 sensu Pavlinov & Rossolimo, 1987
  - Tribo Arvicolini Gray, 1821 sensu Giebel, 1855
    - Gênero Arvicola Lacépède, 1799
    - Gênero Microtus Schrank, 1798
    - Gênero Lasiopodomys Lataste, 1887
    - Gênero Neodon Hodgson, 1841
    - Gênero Phaiomys Blyth, 1863
    - Gênero Lemmiscus Thomas, 1912
    - Gênero Blanfordimys Argyropulo, 1933
    - Gênero Chionomys Miller, 1908
    - Gênero Proedromys Thomas, 1911
    - Gênero Volemys Zagorodnyuk, 1990

  - Tribo Lagurini
    - Gênero Lagurus Gogler, 1841
    - Gênero Eolagurus Argyropulo, 1946

  - Tribo Ondatrini Gray, 1825 sensu Kretzoi, 1955
    - Gênero Ondatra Link, 1795

  - Tribo Phenacomyini Hooper & Hart, 1962
    - Gênero Phenacomys Merriam, 1889
    - Gênero Arborimus Taylor, 1915

  - Tribo Pliomyini
    - Gênero Dinaromys Kretzoi, 1955

  - Tribo Myodini
    - Gênero Hyperacrius Miller, 1896
    - Gênero Alticola Blanfors, 1881
    - Gênero Eothenomys Miller, 1896
    - Gênero Caryomys Thomas, 1911
    - Gênero Myodes Pallas, 1811

  - Tribo Prometheomyini Kretzoi, 1955 sensu Hooper & Hart, 1962
    - Gênero Prometheomys Satunin, 1901

  - Tribo Ellobiusini Pavlinov et al., 1995
    - Gênero Ellobius G. Fischer, 1814

  - Tribo Lemmini Gray, 1825 sensu Simpson, 1945
    - Gênero Synaptomys Baird, 1857
    - Gênero Lemmus Link, 1795
    - Gênero Myopus Miller, 1910

  - Tribo Neofibrini Hooper & Hart, 1962
    - Gênero Neofiber True, 1884

  - Tribo Dicrostonychini Kretzoi, 1955
    - Gênero Dicrostonyx Gogler, 1841